# Ordre de bataille confédéré de la campagne de Bristoe
Les unités et commandants suivants de l'armée des États confédérés ont combattu dans la campagne de Bristoe (13 octobre–7 novembre 1863) de la guerre de Sécession. L'ordre de bataille unioniste est indiqué séparément. L'ordre de bataille est compilé à partir de l'organisation de l'armée du 30 septembre 1863, les comptes-rendus des pertes et les rapports.

## Abréviations utilisées

### Grade militaire
- Général
- Lieutenant général
- Major général
- Brigadier général
- Colonel
- Lieutenant-colonel
- Commandant
- Capitaine
- Premier lieutenant
- Sgt = Sergent

### Autre
- (b) = blessé
- mb = mortellement blessé
- † = tué
- (PDG) = capturé

## Armée de Virginie du Nord
Général Robert E. Lee

### Deuxième corps
Lieutenant général Richard S. Ewell
| Division                                         | Brigade                                                                               | Régiments et autres |
| ------------------------------------------------ | ------------------------------------------------------------------------------------- | --- |
| Division d'Early Major général Jubal A. Early    | Brigade de Hays Brigadier général Harry T. Hays                                       | - 5th Louisiana - 6th Louisiana - 7th Louisiana - 8th Louisiana - 9th Louisiana |
| Division d'Early Major général Jubal A. Early    | Brigade de Hoke Colonel Archibald C. Godwin (PDG) Lieutenant-colonel Samuel McD. Tate | - 6th North Carolina - 21st North Carolina - 54th North Carolina - 57th North Carolina - 1st Battalion North Carolina Sharpshooters                                                                   |
| Division d'Early Major général Jubal A. Early    | Brigade de Gordon Brigadier général John B. Gordon                                    | - 13th Georgia - 26th Georgia - 31st Georgia - 38th Georgia - 60th Georgia - 61st Georgia |
| Division d'Early Major général Jubal A. Early    | Brigade de Pegram Brigadier général John Pegram                                       | - 13th Virginia - 31st Virginia - 49th Virginia - 52nd Virginia - 58th Virginia |
| Division de Johnson Major général Edward Johnson | Brigade de Stonewall Brigadier général James A. Walker                                | - 2nd Virginia - 4th Virginia - 5th Virginia - 27th Virginia - 33rd Virginia |
| Division de Johnson Major général Edward Johnson | Brigade de Steuart Brigadier général George H. Steuart                                | - 1st Maryland Battalion - 1st North Carolina - 3rd North Carolina - 10th Virginia - 23rd Virginia - 37th Virginia                                                                                    |
| Division de Johnson Major général Edward Johnson | Brigade de Jones Brigadier général John M. Jones                                      | - 21st Virginia - 25th Virginia - 42nd Virginia - 44th Virginia - 48th Virginia - 50th Virginia |
| Division de Johnson Major général Edward Johnson | Brigade de Stafford Brigadier général Leroy A. Stafford                               | - 1st Louisiana - 2nd Louisiana - 10th Louisiana - 14th Louisiana - 15th Louisiana |
| Division de Rodes Major général Robert E. Rodes  | Brigade de Daniel Brigadier général Junius Daniel                                     | - 32nd North Carolina - 43rd North Carolina - 45th North Carolina - 53rd North Carolina - 2nd North Carolina Battalion                                                                                |
| Division de Rodes Major général Robert E. Rodes  | Brigade de Ramseur Brigadier général Stephen D. Ramseur                               | - 2nd North Carolina - 4th North Carolina - 14th North Carolina - 30th North Carolina |
| Division de Rodes Major général Robert E. Rodes  | Brigade de Doles Brigadier général George P. Doles                                    | - 4th Georgia - 12th Georgia - 21st Georgia - 44th Georgia |
| Division de Rodes Major général Robert E. Rodes  | Brigade de Battle Brigadier général Cullen A. Battle                                  | - 3rd Alabama - 5th Alabama - 6th Alabama - 12th Alabama - 26th Alabama |
| Division de Rodes Major général Robert E. Rodes  | Brigade de Johnston Colonel Thomas M. Garrett                                         | - 5th North Carolina : Lieutenant-colonel John W. Lea - 12th North Carolina : Colonel Henry E. Coleman - 20th North Carolina : Colonel Thomas F. Toon - 23rd North Carolina : Capitaine Frank Bennett |
| Artillerie Brigadier général Armistead L. Long   | Bataillon de Brown Colonel J. Thompson Brown Commandant Robert A. Hardaway            | - 2nd Richmond (Virginia) Howitzers - 3rd Richmond (Virginia) Howitzers - Powhatan (Virginia) Artillery - Rockbridge (Virginia) Artillery - Salem (Virginia) Flying Artillery                         |
| Artillerie Brigadier général Armistead L. Long   | Bataillon de Nelson Lieutenant-colonel William Nelson                                 | - Milledge's (Georgia) Battery - Amherst (Virginia) Artillery - Fluvanna (Virginia) Artillery |
| Artillerie Brigadier général Armistead L. Long   | Bataillon d'Andrews Lieutenant-colonel Richard S. Andrews                             | - 1st Maryland Artillery - Chesapeake (Maryland) Artillery - Alleghany (Virginia) Artillery - Lee (Virginia) Battery                                                                                  |
| Artillerie Brigadier général Armistead L. Long   | Bataillon de Jones Lieutenant-colonel Hilary P. Jones Capitaine James McD. Carrington | - Louisiana Guard Artillery - Charlottesville (Virginia) Artillery: Capitaine James McD. Carrington - Courtney (Virginia) Artillery - Staunton (Virginia) Artillery                                   |
| Artillerie Brigadier général Armistead L. Long   | Bataillon de Carter Lieutenant-colonel Thomas H. Carter                               | - Jefferson Davis (Alabama) Artillery - King William (Virginia) Artillery - Morris (Virginia) Artillery - Orange (Virginia) Artillery                                                                 |

### Troisième corps
Lieutenant général Ambrose P. Hill
- Garde de la prévôté : 5th Alabama Battalion

| Division                                              | Brigade                                                                                    | Régiments et autres |
| ----------------------------------------------------- | ------------------------------------------------------------------------------------------ | --- |
| Division d'Anderson Major général Richard H. Anderson | Brigade de Wilcox (ancienne) Colonel John C. C. Sanders                                    | - 8th Alabama - 9th Alabama - 10th Alabama - 11th Alabama - 14th Alabama |
| Division d'Anderson Major général Richard H. Anderson | Brigade de Posey Brigadier général Carnot Posey (mb)                                       | - 12th Mississippi - 16th Mississippi - 19th Mississippi - 48th Mississippi |
| Division d'Anderson Major général Richard H. Anderson | Brigade de Mahone Brigadier général William Mahone                                         | - 6th Virginia - 12th Virginia - 16th Virginia - 41st Virginia - 61st Virginia |
| Division d'Anderson Major général Richard H. Anderson | Brigade de Wright Brigadier général Ambrose R. Wright                                      | - 3rd Georgia - 22nd Georgia - 48th Georgia - 2nd Georgia Battalion |
| Division d'Anderson Major général Richard H. Anderson | Brigade de Perry Brigadier général Edward A. Perry                                         | - 2nd Florida - 5th Florida - 8th Florida : Lieutenant-colonel William Baya (b) |
| Division de Heth Major général Henry Heth             | Brigade de Davis Brigadier général Joseph R. Davis                                         | - 2nd Mississippi - 11th Mississippi - 42nd Mississippi - 55th North Carolina |
| Division de Heth Major général Henry Heth             | Brigade d'Archer et de Walker Brigadier général Henry H. Walker                            | Brigade d'Archer - 13th Alabama - 1st Tennessee (Provisional Army) - 7th Tennessee - 14th Tennessee Brigade de Walker - 40th Virginia - 47th Virginia - 55th Virginia - 22nd Virginia Battalion |
| Division de Heth Major général Henry Heth             | Brigade de Kirkland Brigadier général William W. Kirkland (b) Colonel Thomas C. Singletary | - 11th North Carolina - 26th North Carolina - 44th North Carolina: Colonel Thomas C. Singletary - 47th North Carolina - 52nd North Carolina                                                     |
| Division de Heth Major général Henry Heth             | Brigade de Cooke Brigadier général John R. Cooke (b) Colonel Edward D. Hall                | - 15th North Carolina - 27th North Carolina - 46th North Carolina : Colonel Edward D. Hall - 48th North Carolina                                                                                |
| Division de Wilcox Major général Cadmus M. Wilcox     | Brigade de Lane Brigadier général James H. Lane                                            | - 7th North Carolina - 18th North Carolina - 28th North Carolina - 33rd North Carolina - 37th North Carolina                                                                                    |
| Division de Wilcox Major général Cadmus M. Wilcox     | Brigade de McGowan Brigadier général Abner M. Perrin                                       | - 1st South Carolina (Provisional Army) - 1st South Carolina (Orr's Rifles) - 12th South Carolina - 13th South Carolina - 14th South Carolina                                                   |
| Division de Wilcox Major général Cadmus M. Wilcox     | Brigade de Thomas Brigadier général Edward L. Thomas                                       | - 14th Georgia - 35th Georgia - 45th Georgia - 49th Georgia |
| Division de Wilcox Major général Cadmus M. Wilcox     | Brigade de Scales Brigadier général Alfred M. Scales                                       | - 13th North Carolina - 16th North Carolina - 22nd North Carolina - 34th North Carolina - 38th North Carolina                                                                                   |
| Artillerie Colonel R. Lindsay Walker                  | Bataillon de Cutts Lieutenant-colonel Allen S. Cutts                                       | - Irwin (Georgia) Battery - Patterson's (Georgia) Battery - Ross' (Georgia) Battery |
| Artillerie Colonel R. Lindsay Walker                  | Bataillon de McIntosh Commandant David G. McIntosh                                         | - Hardaway (Alabama) Artillery - Danville (Virginia) Artillery - Johnson's (Virginia) Battery - 2nd Rockbridge (Virginia) Artillery                                                             |
| Artillerie Colonel R. Lindsay Walker                  | Bataillon de Garnett Lieutenant-colonel John J. Garnett                                    | - Donaldsonville (Louisiana) Artillery - Moore's Company (Virginia) Artillery - Lewis (Virginia) Artillery - Norfolk (Virginia) Blues Artillery                                                 |
| Artillerie Colonel R. Lindsay Walker                  | Bataillon de Pegram Commandant William R. J. Pegram                                        | - Pee Dee (South Carolina) Artillery - Crenshaw (Virginia) Battery - Fredericksburg (Virginia) Artillery - Letcher (Virginia) Artillery - Purcell (Virginia) Artillery                          |
| Artillerie Colonel R. Lindsay Walker                  | Bataillon de Poague Lieutenant-colonel William T. Poague                                   | - Madison (Mississippi) Artillery - Graham's (North Carolina) Artillery - Albemarle (Virginia) Artillery - Brooke's (Virginia) Battery                                                          |

### Corps de cavalerie
Major général J. E. B. Stuart
| Division                                            | Brigade                                                                       | Régiments et autres |
| --------------------------------------------------- | ----------------------------------------------------------------------------- | --- |
| Division de Hampton Major général J.E.B. Stuart     | Brigade de Gordon Brigadier général James B. Gordon (b)                       | - 1st North Carolina : Colonel Thomas Ruffin (†), Commandant Rufus Barringer (b), Capitaine William H. H. Cowles - 2nd North Carolina - 4th North Carolina : Colonel Dennis D. Ferebee (b) - 5th North Carolina                                                        |
| Division de Hampton Major général J.E.B. Stuart     | Brigade de Butler Brigadier général Pierce M. B. Young                        | - 1st South Carolina : Lieutenant-colonel John D. Twiggs - 2nd South Carolina : Colonel Thomas J. Lipscomb - Légion de Cobb (Géorgie) - Légion de Phillips (Géorgie) - Légion de Jeff Davis (Mississippi) : Lieutenant-colonel Joseph F. Waring                        |
| Division de Hampton Major général J.E.B. Stuart     | Brigade de Jones Colonel Oliver R. Funsten Brigadier général Thomas L. Rosser | - 7th Virginia : Lieutenant-colonel Thomas Marshall - 11th Virginia : Lieutenant-colonel Mottsom D. Ball - 12th Virginia : Lieutenant-colonel Thomas B. Massie |
| Division de Fitzhugh Lee Major général Fitzhugh Lee | Brigade de William H.F. Lee Colonel John R. Chambliss, Jr.                    | - 9th Virginia : Commandant Thomas Waller (b) - 10th Virginia - 13th Virginia : Commandant Joseph E. Gillette (b) |
| Division de Fitzhugh Lee Major général Fitzhugh Lee | Brigade de Lomax Brigadier général Lunsford L. Lomax                          | - 1st Maryland Battalion : Lieutenant-colonel Ridgely Brown - 5th Virginia : Colonel Thomas L. Rosser, Lieutenant-colonel Henry C. Pate - 6th Virginia : Colonel Julian Harrison (b), Lieutenant-colonel John S. Green - 15th Virginia : Commandant Charles R. Collins |
| Division de Fitzhugh Lee Major général Fitzhugh Lee | Brigade de Wickham Colonel Thomas H. Owen                                     | - 1st Virginia : Colonel Richard W. Carter - 2nd Virginia - 3rd Virginia : Lieutenant-colonel William R. Carter - 4th Virginia : Capitaine William B. Newton (†), Capitaine Robert Randolph                                                                            |
| Artillerie montée                                   | Bataillon de Beckham Commandant Robert F. Beckham                             | - Batterie de Breathed (Virginie) - Batterie de Chew (Virginie) - Batterie de Griffin (Maryland) - Batterie de Hart (Caroline du Sud) - Batterie de McGregor (Virginie) - Batterie de Moorman (Virginie)                                                               |

### Artillerie de réserve
Brigadier général William N. Pendleton
| Division                   | Bataillons                                      | Batteries |
| -------------------------- | ----------------------------------------------- | --- |
| Premier corps d'artillerie | Bataillon de Cabell Colonel Henry C. Cabell     | - Batterie de Fraser (Géorgie) - Batterie de Troup (Géorgie) - Batterie de Manly (Caroline du Nord) - 1st Richmond (Virginia) Howitzers |
| Premier corps d'artillerie | Bataillon de Haskell Commandant John C. Haskell | - Artillerie de Branch (Caroline du Nord) - Artillerie de Rowan (Caroline du Nord) - Artillerie de Palmetto Caroline du Sud             |